# Jacob Berglund
Jacob Berglund, född 17 november 1991 i Malmö, är en svensk professionell ishockeyspelare. Hans moderklubb är IF Malmö Redhawks. Med dem spelade han även som junior och sin första säsong som senior i Hockeyallsvenskan 2008/2009. Därefter spelade Berglund ett par säsonger med lag i WHL för att återkomma till Hockeyallsvenskan och IF Troja-Ljungby till säsongerna 2011/2012, 2012/2013 och 2013/2014. Därefter spelade Berglund i flera olika länder som Norge, Tyskland och Schweiz innan han till säsongen 2019/2020 kontrakterades av Dinamo Riga i KHL.